# Замблаускас, Витор Луис
Ви́тор Лу́ис Шуа́б Замбла́ускас, более известный как Ви́тор Лу́ис (порт. Victor Luis Chuab Zamblauskas; род. 23 июня 1993, Сан-Паулу) — бразильский футболист, левый фланговый защитник «Сеары».

## Биография
Витор Луис — воспитанник академии «Палмейраса». На взрослом уровне дебютировал за команду «Порту B», куда был отдан в аренду в сезоне 2012/13. 12 августа 2012 года бразильский латераль вышел в стартовом составе в гостевой игре Второй лиги Португалии против «Тонделы». Игра завершилась со счётом 2:2.
После завершения аренды вернулся в «Палмейрас», но до 2014 года так и не сыграл за основу ни одного матча. Дебютировал за родной клуб 9 марта 2014 года в 13 туре чемпионата штата Сан-Паулу против «Паулисты» в Жундиаи. Витор Луис вышел на замену в середине второго тайма, а его команда в итоге выиграла со счётом 3:1.
18 мая того же года Витор Луис дебютировал в чемпионате Бразилии, выйдя на замену в самом конце гостевого матча против «Витории» («Палмейрас» выиграл 1:0). Однако дебюта в основном составе ему пришлось ждать ещё почти два месяца. 27 июля 2014 года Витор Луис вышел в стартовом составе своей команды в «Дерби Паулиста» против «Коринтианса» на «Итакеране». Гости уступили со счётом 0:2.
2014 год был довольно успешным для Витора Луиса, однако он получал достаточно игрового времени во многом благодаря травмам конкурентов. После их выздоровления сразу после победы в чемпионате штата в 2015 году латераль был отдан в аренду в «Сеару», и до конца сезона играл с этой командой в Серии B.
В 2016 году ситуация повторилась. Сыграв всего один матч в Лиге Паулисте, Витор Луис отправился в аренду — на сей раз в «Ботафого».
После двух довольно успешных лет выступлений за «Ботафого» Витор Луис вернулся в «Палмейрас». В 2018 году регулярно играл за основную команду, и помог «зелёным» выиграть чемпионат Бразилии. Но уже в следующем сезоне стал играть значительно реже. В 2020 году вновь отправился в годичную аренду в «Ботафого».
В феврале 2021 года вновь вернулся в «Палмейрас». Помог своей команде дойти до финала Кубка Либертадорес, в котором 27 ноября в Монтевидео «зелёные» обыграли другую бразильскую команду — «Фламенго». В ходе этой международной кампании Витор Луис сыграл за «зелёных» в пяти матчах.

## Титулы и достижения
- Чемпион Бразилии (1): 2018
- Обладатель Кубка Либертадорес (1): 2021